# Araçá-cagão
O araçá-cagão (Psidium rufum Mart. ex DC.) é um arbusto brasileiro da Mata Atlântica, ameaçado de extinção no estado de São Paulo, onde ocorre na floresta ombrófila densa do litoral norte, e na floresta estacional semidecidual do centro e do noroeste do estado.
Há desacordo sobre a classificação da planta, alguns autores a consideram como Campomanesia rufa (O. Berg) Nied.
Outros nomes populares: araçá-roxo, araçá-perinha.

## Características
Arbusto grande, de 3–5 m de altura, com tronco tortuoso e copa globosa. Semidecídua, heliófita e serófita, secundária, tem dispersão irrgular e descontínua.
Tronco tortuoso com diâmetro até 30 cm, casca fina quase lisa, que descama em placas finas.
Folhas rígido-cartáceas, glabras e ásperas na face superior e rufo-pubescentes na inferior, com até 5 cm de comprimento.
Flores solitárias, axilares, brancas, com perfume suave, formadas entre agosto e setembro.
Os frutos são bagas globosas, com polpa suculenta de sabor ácido, e amadurecem no outono. São comestíveis, mas pouco apreciados.

## Ocorrência
Floresta estacional semidecidual de altitude da Mata Atlântica, nos estados da Bahia, Minas Gerais, Rio de Janeiro, São Paulo e Paraná.
Ocorre em solos profundos, bem drenados e férteis, argilosos, em capoeirões.